# Битка код Зборива (1649)
Битка код Зборива у лето 1649. била је кључни догађај у устанку Богдана Хмељницког.

### Увод
У пролеће 1648., Богдан Хмељницки хетман Запорошке војске, формално изјављујући верност краљу Владиславу IV, склопио је савез са Кримским Татарима и уништио пољску војску у Украјини у биткама код Жуте Воде, Корсуња и Пилаваца, а Пољску је захватило безвлашће због смрти краља Владислава IV. Козачке победе изазвале су масовни устанак православних кметова у целој Украјини, и уследио је покољ властеле, католичког свештенства и Јевреја. Након победе код Пилаваца, козачка војска је загосподарила Украјином, али је застала пред утврђењима Лавова и Замошћа. Зима је прекинула ратне операције.

### Битка
Нови краљ Јан II Казимир понудио је козацима амнестију и повластице у зиму 1648., али су преговори са козацима пропали су због противљења украјинске властеле, коју је предводио кнез Јеремија Вишњовјецки, и устанка сељака, које Хмељницки није могао да контролише. Нови поход козака и Татара, које је предводио сам кримски хан, у пролеће 1649., застао је пред утврђеним Збаражем пуних 40 дана.
За то време, нова војска под командом Јана II Казимира је кренула у помоћ опсађенима и у бици код Зборива натерала Татаре на повлачење, после чега је Хмељницки пристао на мир. Неки извори тврде да је Јан II Казимир купио мир са Татарима, понудивши годишњи данак кримском хану.

### Последице
Споразумом у Збориву (18. августа 1649), три украјинске војводине (Кијев, Брацлав и Черњигов) постале су аутономна козачка територија - Козачки Хетманат, на којој није смело бити пољске војске, језуита и Јевреја, призната је равноправност православне вере, а број регистрованих козака повећан је на 40.000. Заузврат, Хмељницки је пристао на мир са Пољском, формално признавши власт пољског краља.

## У пољској култури
Ова битка помиње се у роману "Огњем и мачем" пољског нобеловца Хенрика Сјенкјевича из 1884.